# Чарлс Гудјир
Чарлс Гудјир (енгл. Charles Goodyear; Њу Хејвен, 29. децембар 1800 — Њујорк, 1. јул 1860) је био проналазач вулканизоване гуме. Умро је у великим дуговима у Конектикату. Ни он нити ико из његове породице није икад био повезан са компанијом Goodyear Tire and Rubber Company, компанијом која је по њему добила име.
Гудјир је добио патент за вулканизацију 15. јуна 1844. године.